# مونسمپیترو موریکو
مونسمپیترو موریکو (به ایتالیایی: Monsampietro Morico) یک کومونه در ایتالیا است که در استان فرمو واقع شده‌است. مونسمپیترو موریکو ۹٫۶ کیلومتر مربع مساحت و ۷۰۷ نفر جمعیت دارد و ۲۸۹ متر بالاتر از سطح دریا واقع شده‌است.